# Sapol Mani
Sapol Mani (Lomé, 5 de junho de 1991) é um futebolista profissional togolês que atua como meia.

## Carreira
Sapol Mani representou o elenco da Seleção Togolesa de Futebol no Campeonato Africano das Nações de 2013.